# 107 (nombre)
Pour les articles homonymes, voir 107 (homonymie).
107 (cent-sept ou cent sept) est l'entier naturel qui suit 106 et qui précède 108.

## En mathématiques
Cent-sept est :
- Le 28e nombre premier. Il forme, avec 109, un couple de nombres premiers jumeaux ;
- Un nombre premier cousin avec 103 ;
- Un nombre premier sexy avec 101, ainsi qu'avec 113 ;
- Un nombre premier sûr : 107 = 2×53+1 et 53 est lui-même premier ;
- 2107-1 est un nombre premier de Mersenne.
  - 107 est validable tout comme 207

## Dans d'autres domaines
Cent-sept est aussi :
- Le numéro atomique du bohrium, un métal de transition ;
- le numéro de la sourate Al-Ma'un dans le Coran ;
- Le numéro de l'amas globulaire M107 dans le catalogue Messier ;
- Le code de la mission STS-107 de la NASA, pendant laquelle la navette spatiale Columbia s'est désintégrée ;
- Le modèle d'une voiture : Peugeot 107, produite de 2005 à 2014 ;
- L'expression « 107 ans » pour signifier « très longtemps » (en référence aux guerres de Cent Ans et de Sept Ans ou à la durée de construction de la cathédrale Notre-Dame de Paris[1],[2]) ;
- Années historiques : -107, 107 ;
- Le nombre de pavages isoédriques par des polygones convexes.